# گمینا ویتژخوویتسه
گمینا ویتژخوویتسه (به لهستانی:  Gmina Wietrzychowice) یک گمینا در لهستان است که در شهرستان تارنوف واقع شده‌است. گمینا ویتژخوویتسه ۴۸٫۵۸ کیلومتر مربع مساحت و ۴٬۱۹۳ نفر جمعیت دارد.